# 辻節雄
辻 節雄 (つじ せつお、1937年 - ）は、日本の経営学者。名古屋外国語大学名誉教授。

## 来歴
1963年大阪経済大学経済学部卒業。1970年大阪経済大学経済学研究科修了(経済学)。愛知学院大学博士(商学)。
　名古屋外国語大学現代国際学部国際ビジネス学科教授を経て名誉教授。

## 所属学協会
- 企業家研究フォーラム
- 日本ベンチャー学会
- 日本経営学会
- 経営史学会

## 著書

### 単著
- 関西系総合商社-総合商社化過程の研究 (晃洋書房 2000年)

### 共著
- 日本史の研究（ミネルヴァ書房 1970年）
- 現代産業と情報（白桃書房 1987年）
- 情報時代の社会・経営（学文社 1995年）
- 経営学の基本問題（同文舘 1996年）